# Klotkräftor
Klotkräftor (Sphaeromatidae) är en familj av kräftdjur som beskrevs av Pierre André Latreille 1825. Klotkräftor ingår i ordningen gråsuggor och tånglöss, klassen storkräftor, fylumet leddjur och riket djur. Enligt Catalogue of Life omfattar familjen Sphaeromatidae 670 arter.

## Bildgalleri

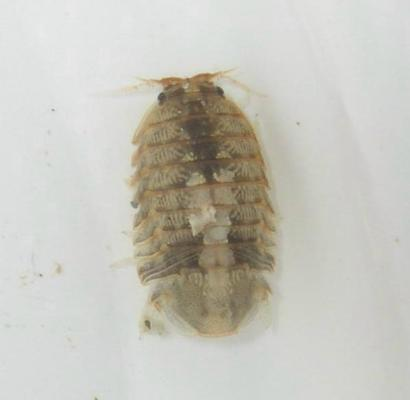
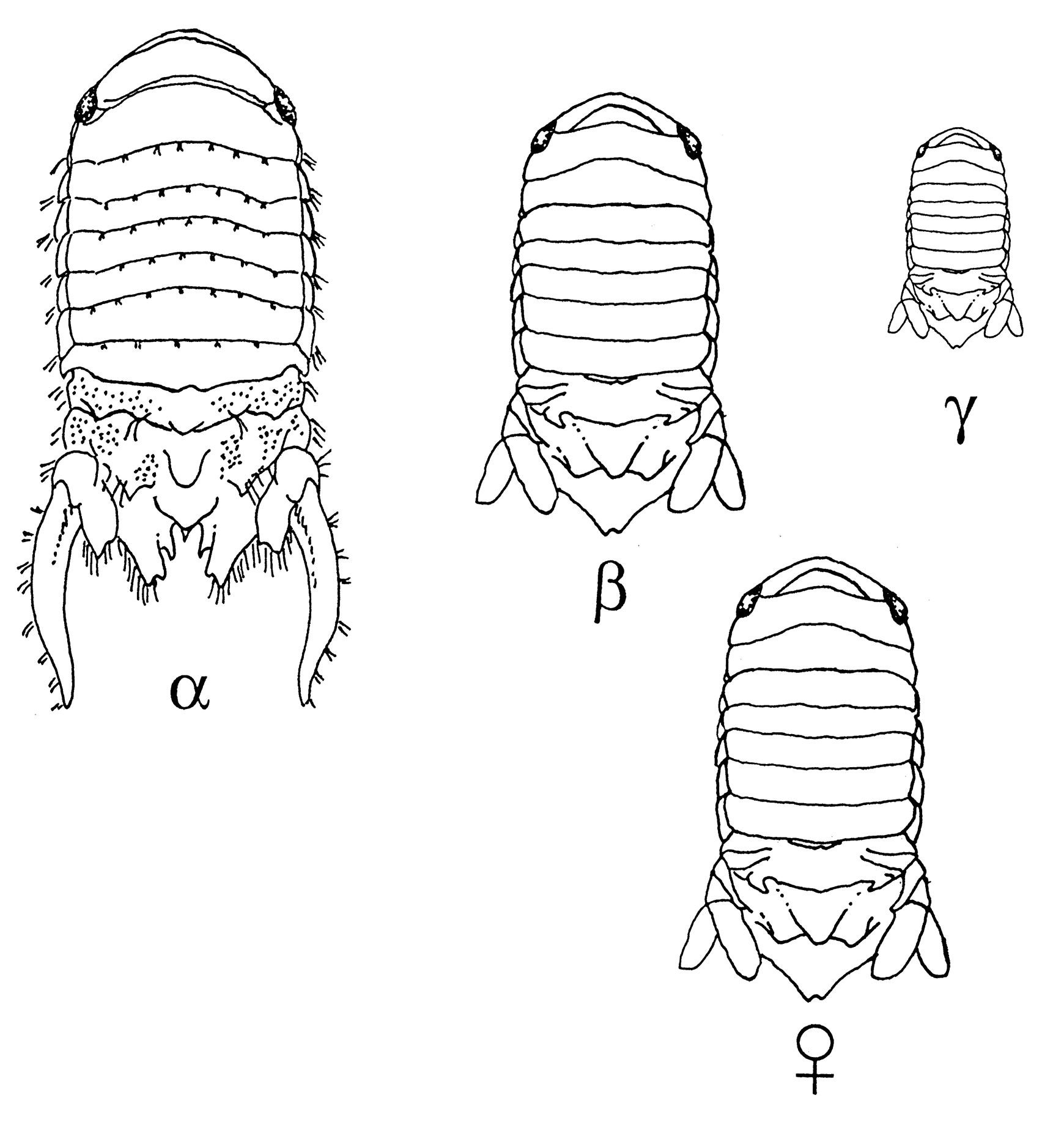
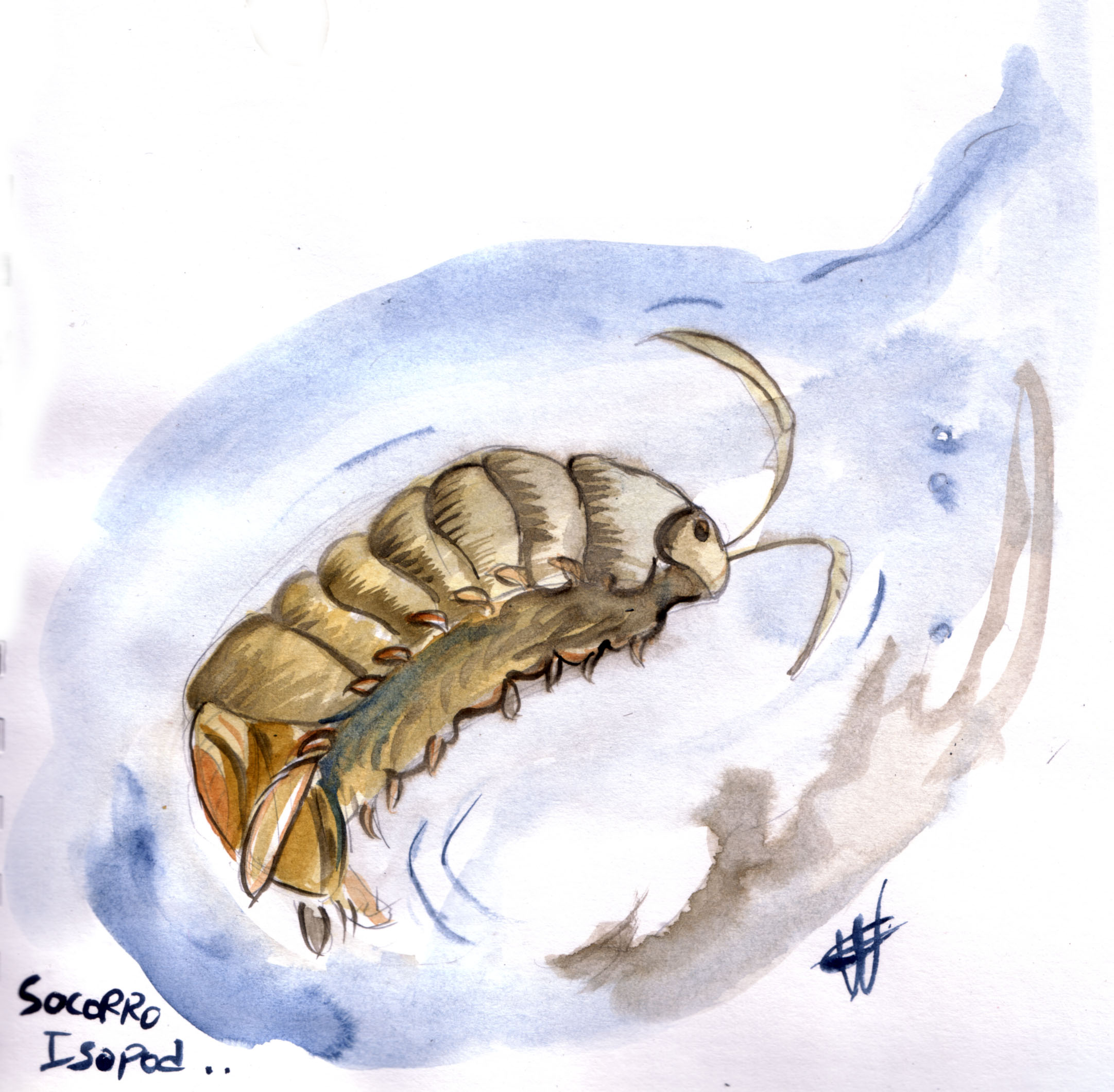
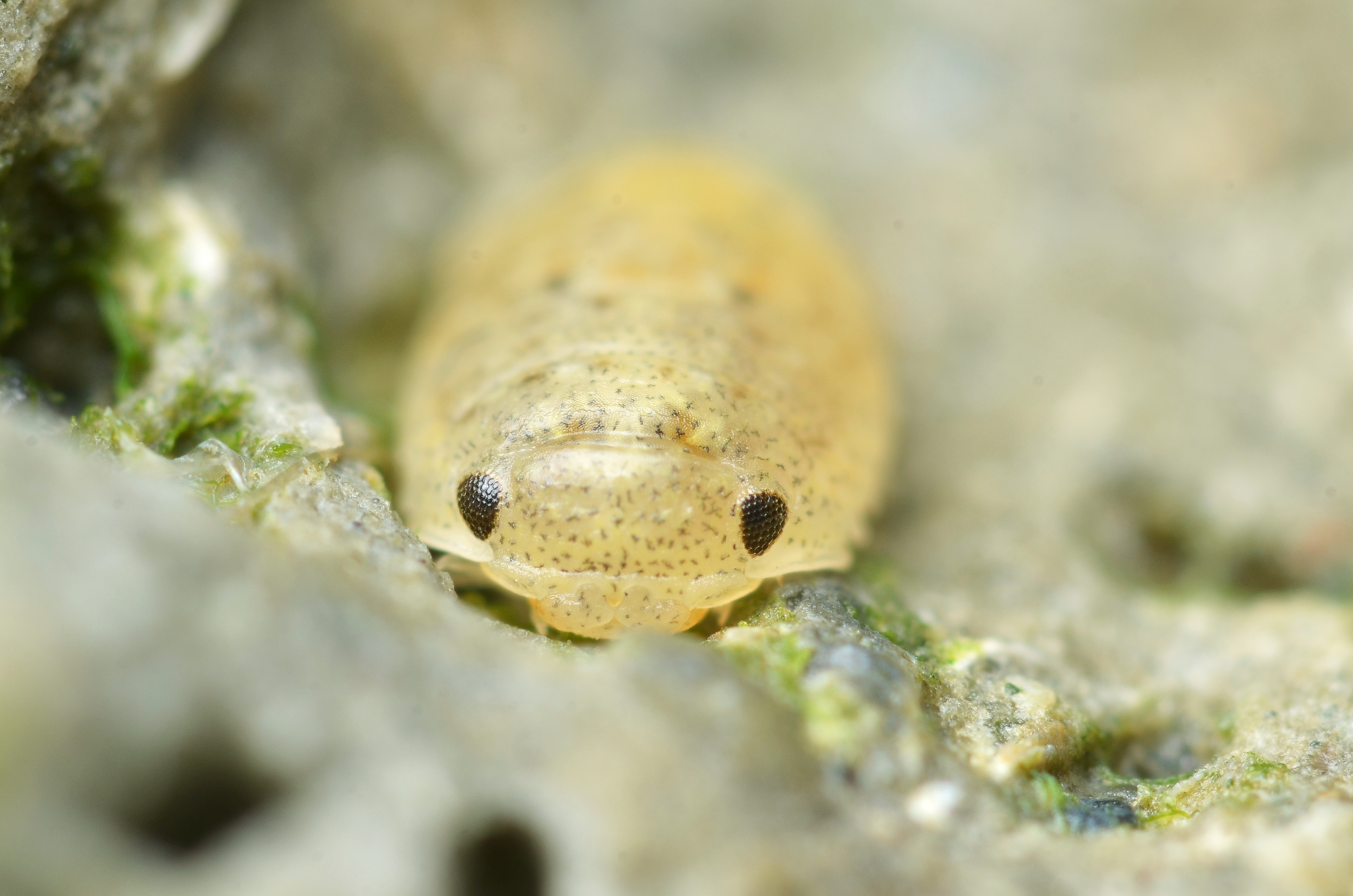

## Dottertaxa till klotkräftor, i alfabetisk ordning[1][2]
- Afrocerceis
- Agostodina
- Amphoroidea
- Amphoroidella
- Apemosphaera
- Artopoles
- Austrasphaera
- Beatricesphaera
- Benthosphaera
- Bilistra
- Botryias
- Bregmotypta
- Caecocassidias
- Caecosphaeroma
- Calcipila
- Campecopea
- Cassidias
- Cassidina
- Cassidinella
- Cassidinidea
- Cassidinopsis
- Ceratocephalus
- Cerceis
- Cercosphaera
- Chitonopsis
- Chitonosphaera
- Cilicaea
- Cilicaeopsis
- Cliamenella
- Cymodetta
- Cymodoce
- Cymodocella
- Cymodopsis
- Diclidocella
- Discerceis
- Discidina
- Dynamene
- Dynamenella
- Dynameniscus
- Dynamenoides
- Dynamenopsis
- Dynoides
- Eterocerceis
- Exocerceis
- Exosphaeroides
- Exosphaeroma
- Geocerceis
- Gnorimosphaeroma
- Harrieta
- Haswellia
- Hemisphaeroma
- Heterodina
- Holotelson
- Ischyromene
- Isocladus
- Juletta
- Koremasphaera
- Kranosphaera
- Lekanesphaera
- Leptosphaeroma
- Makarasphaera
- Margueritta
- Maricoccus
- Monolistra
- Moruloidea
- Naesicopea
- Neonaesa
- Neosphaeroma
- Oxinasphaera
- Paracassidina
- Paracassidinopsis
- Paracerceis
- Paracilicaea
- Paradella
- Paraimene
- Paraleptosphaeroma
- Parasphaeroma
- Parisocladus
- Pedinura
- Pistorius
- Platycerceis
- Platynympha
- Platysphaera
- Pooredoce
- Pseudocerceis
- Pseudosphaeroma
- Ptyosphaera
- Scutuloidea
- Sphaeramene
- Sphaeroma
- Sphaeromopsis
- Stathmos coronatus
- Striella
- Syncassidina
- Thermosphaeroma
- Tholozodium
- Waiteolana
- Xynosphaera
- Zuzara